# 美國蟾蜍
美國蟾蜍（學名：Bufo americanus），又名美洲蟾蜍，是一種在美國東部及加拿大很普遍的蟾蜍。

## 蝌蚪
美國蟾蜍會生兩串的卵，只要3-13日就會孵化。蝌蚪孵化時的尾巴相對於身體很幼。它們生長30-40日就會變成蟾蜍，最初的短時間還會留在水中，但隨後就會陸上生活。蝌蚪會與綠梭藻有共生關係，它們可以幫助蝌蚪快些成長。
蝌蚪有多種方法來避免掠食。它們會游到非常淺水區及聚集在一起來避開掠食者。它們也會分泌出有毒的物質。有指魚類曾吃下蝌蚪而死亡，但它們已學懂避免掠食這些蝌蚪。

## 亞種
美國蟾蜍會與庭園蟾蜍混種。

### 指名亞種

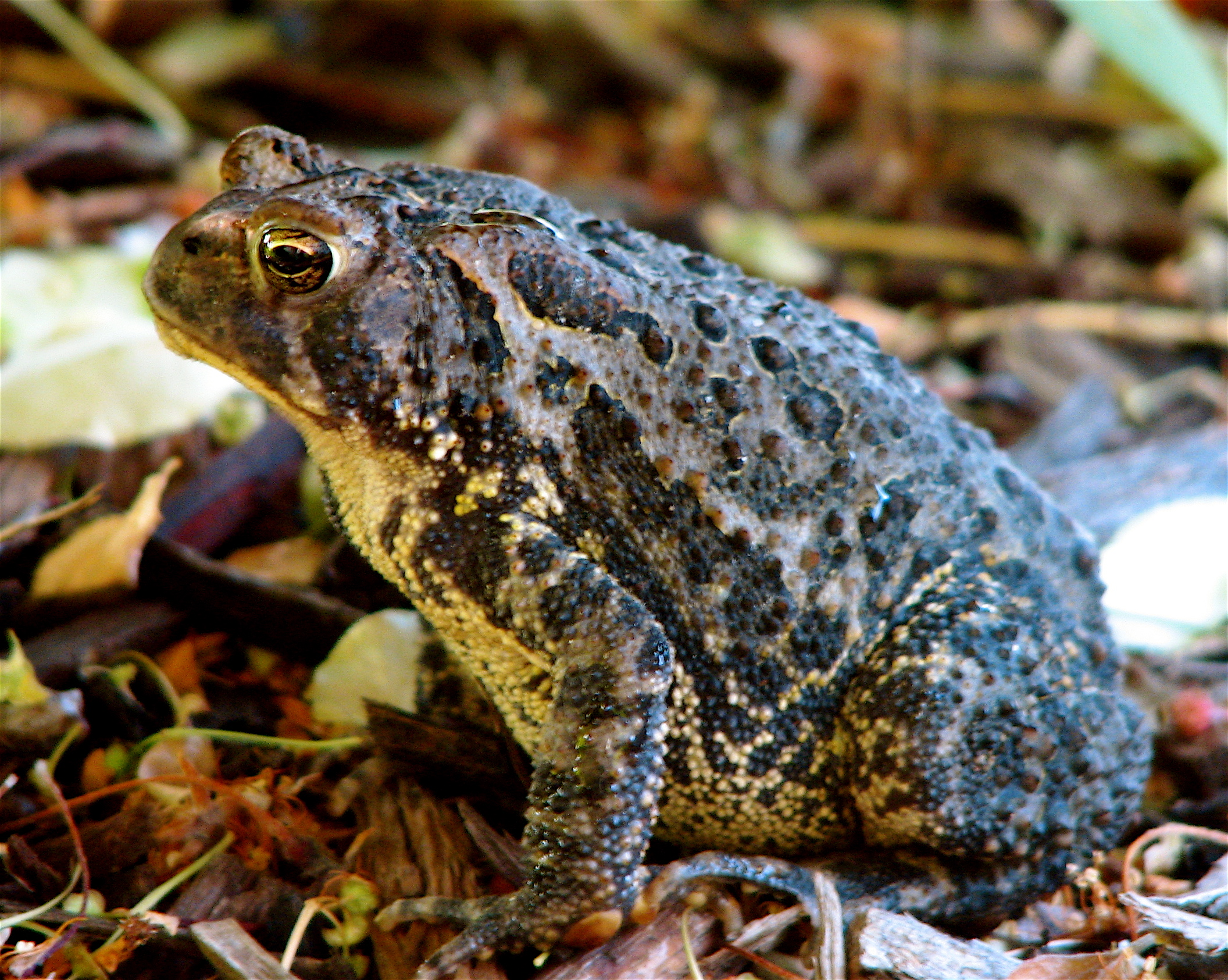
指名亞種。

美國蟾蜍指名亞種（B. a. americanus）是一種中等體型的蟾蜍，長5-9厘米。身體顏色及式樣多變。它們會於冬天冬眠。身體上的斑點上包含1-2個疙瘩。在脛骨位置有較大的疙瘩。腹部一般都有斑點，前端較多。
其他容易與指名亞種混淆的物種包括福勒蟾蜍及庭園蟾蜍。福勒蟾蜍很難與美國蟾蜍分辨，它們腹部沒有斑點，顱冠接觸腮腺。美國蟾蜍的顱冠完全不接觸腮腺。它們所分泌的毒素的毒性相對較溫和，但也可以刺激人類皮膚及對細小的動物有危險。
美國蟾蜍需要半永久的淡水湖來進行高期發育。它們需要密林來覆蓋作保護。只有滿足這兩項條件及有足以的食物供應，它們可以棲息在任何地方。美國蟾蜍在花園及農地也很普遍。日間它們會躲在門廊、木板人行道、石底、木柱等。冬天時，它們會挖穴將自己藏起或尋找另一地方冬眠。它們會吃蟋蟀、黃粉蟲、蚯蚓、螞蟻、蜘蛛、蛞蝓、百足及其他細小的脊椎動物。

### 矮體亞種

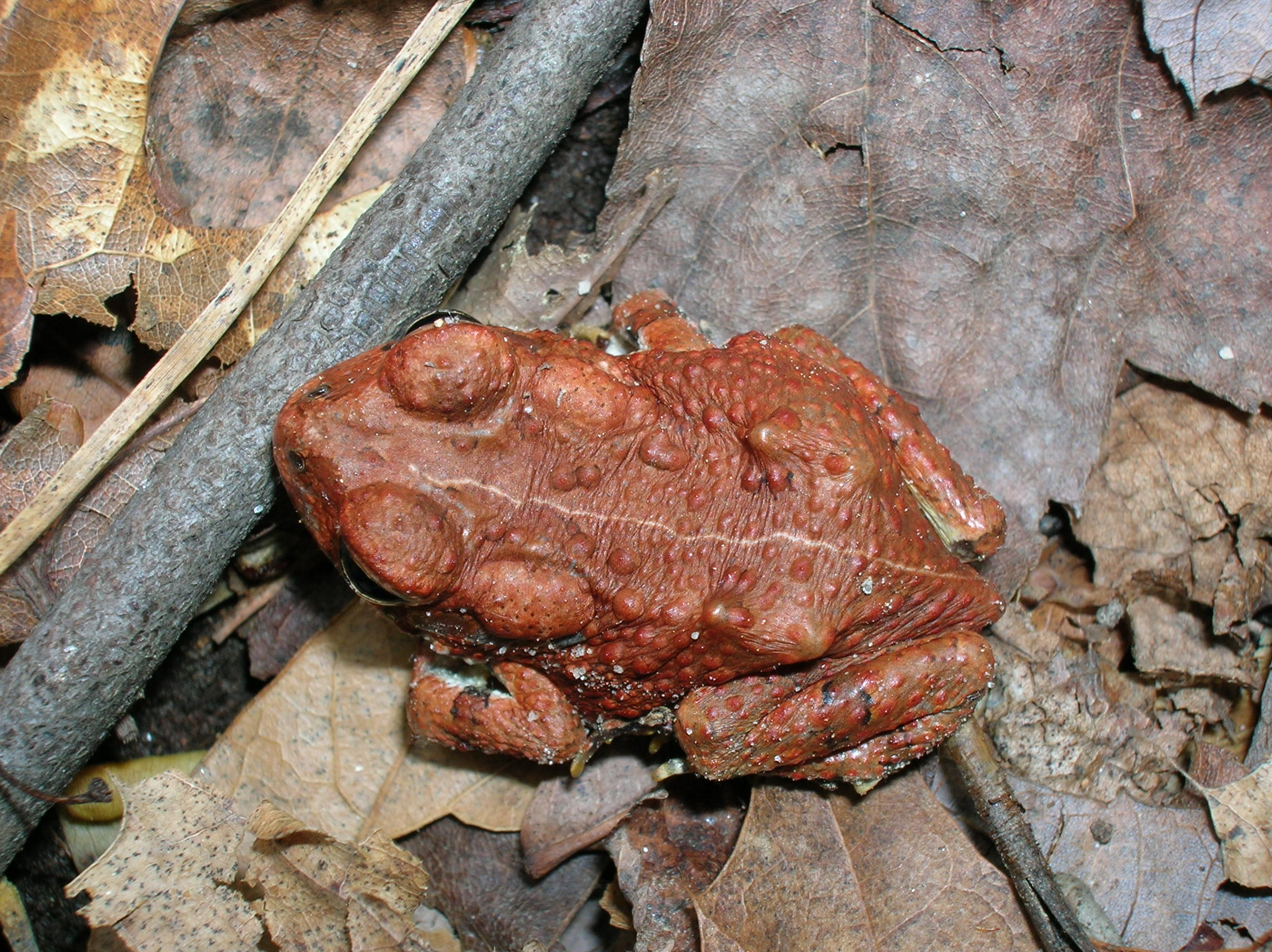
矮體亞種。

矮體亞種（B. a. charlesmithi）是較為細小的亞種，長約6厘米及呈暗紅色。背上的斑點已經退化，若有也只有1個疙瘩。腹部呈奶白色，胸部有些少暗色的斑點。它們可以與上述的物種以同樣方法分辨。分佈在西南部份的會與B. nebulifer重疊分佈地。它們主要吃蜘蛛、蠕蟲及細小的昆蟲。

### 赫德亞種
赫德亞種（B. a. copei）是美國蟾蜍的加拿大稀有亞種。

## 外部連結
- United States Geological Survey
- Integrated Taxonomic Information System
- 雄性美國蟾蜍的圖片 （页面存档备份，存于）
- 美國蟾蜍的图片